# Le Dictateur
Pour le film de 1919, voir Le Dictateur (film, 1919). Pour le film de 1935, voir Le Dictateur (film, 1935). Pour le film de 2012, voir Le Dictateur (film, 2012).
Pour plus de détails, voir Fiche technique et Distribution.
Le Dictateur (titre en anglais : The Great Dictator) est un film américain satirique réalisé par Charlie Chaplin, sorti en 1940. Il s'agit du premier film parlant du réalisateur britannique.
Conçu avant la Seconde Guerre mondiale et sorti (fin 1940 au Royaume-Uni et le 4 avril 1945 en France, après la libération) avant l'entrée en guerre des États-Unis, ce film fut le plus grand succès commercial de Chaplin et contribua à mobiliser l'opinion publique nord-américaine (mars 1941 aux États-Unis) en faveur des démocraties européennes, à une époque où seul le Royaume-Uni résistait à l'Allemagne nazie. Il est ouvertement inspiré par le régime nazi progressivement installé à partir de début 1933 par le chancelier Hitler. Le gouvernement allemand protesta officiellement avant-guerre contre sa réalisation et demanda l'abandon du projet, que Chaplin tint à terminer malgré ces pressions[source insuffisante].
Dans le film, le dictateur Adenoïd Hynkel incarné par Chaplin est largement inspiré de Hitler, et le personnage de Benzino Napoleoni (interprété par Jack Oakie) est inspiré du dictateur italien Benito Mussolini. Réalisé juste avant le début de la Seconde Guerre mondiale, ce film anticipe la possibilité d'une nouvelle guerre en Europe, en même temps qu'il rappelle la brutalité du régime nazi.
Le Dictateur présente le nazisme comme un danger mortel pour les communautés juives d'Europe, l'humanité entière et la démocratie. Cette première satire a marqué la satire anti-hitlérienne postérieure, laquelle se réfère toujours, plus ou moins directement, au film de Chaplin, de To be or not to be d'Ernst Lubitsch en 1942 à La vie est belle de Roberto Benigni en 1997.

## Synopsis
Lors de la Première Guerre mondiale, dans un pays imaginaire nommé Tomainia et ressemblant beaucoup à l'Allemagne, un soldat maladroit sauve la vie d'un pilote de chasse nommé Schultz. Tous deux réussissent à s'enfuir en avion, mais l'appareil s'écrase et le soldat est blessé. Devenu amnésique, le soldat passe de longues années à l'hôpital, coupé du monde. Entre-temps, la Tomainia est devenue un régime dictatorial et fasciste dirigé par Adenoïd Hynkel (une caricature d'Adolf Hitler), où les Juifs sont persécutés comme sous le régime nazi.
Vingt ans plus tard, le soldat amnésique s'enfuit de l'hôpital et reprend son métier de barbier dans sa boutique, qui fait désormais partie du ghetto juif. Le barbier est lui-même Juif et peu au courant de l'évolution politique et sociale de son pays, ni du fait qu'il est le parfait sosie du dictateur Hynkel. Mais, à peine arrivé chez lui, il voit des militaires du régime peindre le mot « Juif » sur la fenêtre de sa boutique. Quand le barbier commence à effacer l'inscription, l'un des soldats s'apprête à le punir brutalement. L'homme se défend, mais ne doit son salut qu'à sa voisine, Hanna, dont il tombe amoureux. Ensemble, ils essaient de résister à la persécution des forces militaires fascistes. Celles-ci finissent par capturer le barbier et s'apprêtent à le pendre. Mais le commandant Schultz, l'ayant reconnu, les en empêche. En lui rappelant la Première Guerre mondiale, Schultz aide le barbier à retrouver la mémoire.
Pendant ce temps, Hynkel le dictateur ordonne de laisser les Juifs tranquilles, le temps de prouver sa bonne foi à une grande banque juive et, ainsi, d'en obtenir des crédits. Le ministre de l'Intérieur de son gouvernement lui fait part de son rêve de le voir devenir dictateur du monde. Une fois seul, le dictateur joue avec un ballon en forme de globe terrestre, mais celui-ci explose. Lorsqu’il apprend que la banque lui refuse son crédit et que le commandant Schultz l'a trahi par amitié pour le barbier, le dictateur le fait arrêter et ordonne à nouveau la persécution des Juifs dans les ghettos, au moment où le barbier est sur le point de sortir avec Hanna. Les militaires, ayant appris l'arrestation de Schultz, décident de faire sauter la boutique du barbier, pendant que celui-ci s'est réfugié sur le toit avec Hanna. Cette dernière lui dit qu'elle va partir en Österlich avec les autres habitants, pour fuir le ghetto. Mais Schultz réussit à s'évader et se réfugie dans la maison du barbier, planifiant un éventuel attentat contre le dictateur (qui n'aura pas lieu, grâce à une astuce d'Hanna).
Le lendemain, le barbier et Schultz sont arrêtés lors d'une rafle pour complot contre le régime d'Hynkel, et se retrouvent en camp de concentration tandis que Hanna et les autres habitants du ghetto rejoignent l'Österlich, où ils trouvent la paix. Pendant ce temps, Hynkel prévoit d'envahir l'Österlich, mais la Bacteria, le pays dirigé par un autre dictateur, Napoleoni, s'apprête à faire de même. Fou de rage, Hynkel invite son homologue pour négocier un traité pour que celui-ci renonce à l'invasion. Mais Hynkel à fort à faire car Napoleoni tient à lui montrer sa supériorité. Finalement le soir, après beaucoup de tensions entre les deux dictateurs, Hynkel, sur les conseils de son ministre de l'Intérieur, signe le pacte de non-agression proposé par son homologue, qui n'est finalement qu'un bout de papier lui permettant ainsi d'envahir l'Österlich en toute tranquillité.
Au matin de l'invasion de l'Österlich, le barbier et Schultz réussissent à s'évader et dérobent des uniformes de gradés. Le plan de Schultz est de faire passer le barbier pour Hynkel, mais celui-ci semble l'ignorer. C'est ainsi que les soldats confondent les deux personnages : Hynkel est arrêté en tant que fugitif alors qu'il chassait le canard tandis que le barbier, pris pour le dictateur, est contraint de prendre sa place et assiste à l'invasion éclair de l'Österlich. Une fois l'invasion terminée, le faux dictateur est invité à prononcer un discours officiel sur un podium devant le peuple, celui-ci étant retransmis à la radio.
Dans son discours, le barbier défend la liberté de tous les humains et prône la tolérance, la démocratie et la paix. À la fin, il adresse un message d'espoir à Hannah, au cas où elle l'entendrait.
Hannah entend la voix du barbier à la radio. Elle tourne son visage, rayonnant de joie et d'espoir, vers la lumière du soleil et dit à ses semblables : « Écoutez ».

## Fiche technique
Sauf indication contraire, les informations mentionnées dans cette section peuvent être confirmées par les bases de données cinématographiques  présentes dans la section « Liens externes ».
- Titre original : The Great Dictator
- Titre français : Le Dictateur
- Réalisation : Charlie Chaplin
- Assistants à la réalisation : Wheeler Dryden, Dan James et Robert Meltzer
- Scénario : Charlie Chaplin (et Robert Meltzer, non crédité)
- Direction artistique : J. Russell Spencer
- Décors : Edward G. Boyle
- Costumes : Wyn Ritchie et Ted Tetrick	(non crédités)
- Photographie : Karl Struss et Roland Totheroh
- Montage : Willard Nico et Harold Rice (non crédité)
- Musique : Charlie Chaplin, Meredith Willson, Richard Wagner et Johannes Brahms
- Direction musicale : Meredith Willson
- Son : Percy Townsend
- Production : Charles Chaplin et Carter DeHaven (producteur associé) non crédités
- Sociétés de production : Charles Chaplin Productions
- Sociétés de distribution : United Artists (États-Unis, Canada, Royaume-Uni) ; Les Artistes Associés (France, Belgique) ; Columbia Pictures (ressortie cinéma, États-Unis, 1972) ; TF1 (télévision, France, 1977) ; Théâtre du Temple (ressortie cinéma version restaurée, France, 2019) ; Arte (télévision, France, 2021)
- Affiche : Léo Kouper
- Budget : 2 000 000 $
- Pays d'origine :  États-Unis
- Langue originale : anglais
- Format : noir et blanc - 1,37:1 - mono - 35 mm (RCA Sound System[d])
- Genre : comédie burlesque
- Durée : 124 minutes[5]
- Dates de sortie[6] :
  - États-Unis : 15 octobre 1940 (première mondiale à New York) ; 7 mars 1941 (sortie nationale) ; 1972 (ressortie)
  - Canada : 7 novembre 1940 (Ottawa) ; 8 novembre 1940 (Montréal)
  - Royaume-Uni : 11 décembre 1940 (première à Londres) ; 16 décembre 1940 (sortie nationale)
  - France : 4 avril 1945 ; 16 octobre 2002 (ressortie) ; 10 juillet 2019 (ressortie version restaurée)
  - Belgique : 22 juin 1945
  - Italie : 25 juin 1945
  - Allemagne de l'Ouest : 26 août 1958
- Classification : 
  - États-Unis : Certificat MPAA[7] : G[e] (certificat no 6611 délivré en 1972)
  - France Mention CNC[8] : tous publics (visa d'exploitation no 2563 délivré le 3 avril 1945)

## Distribution
Note : Le film est sorti en France en 1945, accompagné d'un premier doublage, avec André Rigaud à l'adaptation des textes. Cependant, cette première version ayant disparu, un second doublage a été réalisé en 1968. C'est à cette seconde version que se réfère la distribution des comédiens indiquée ci-dessous.

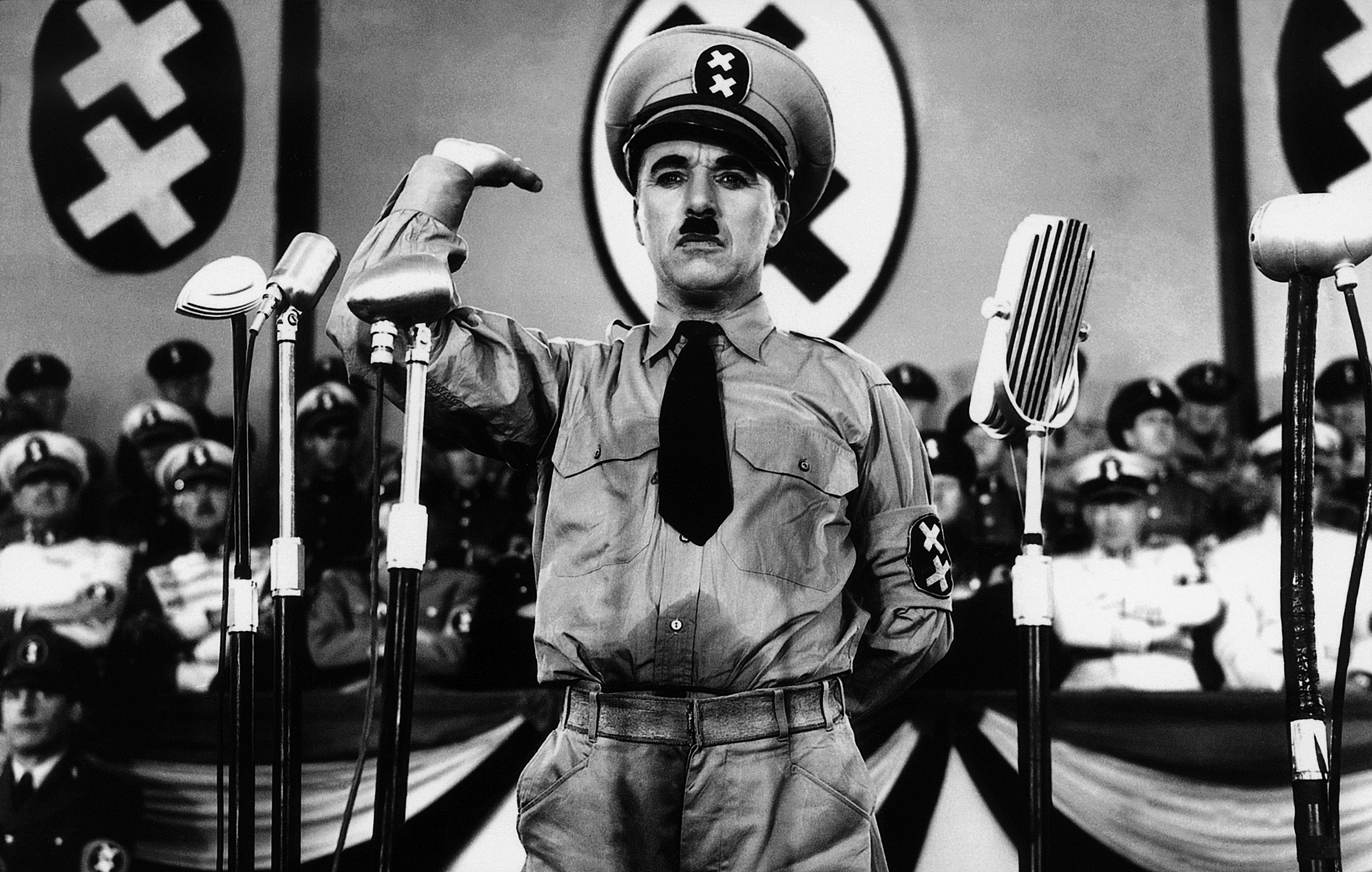
Charlie Chaplin dans la scène du discours d'Hynkel.

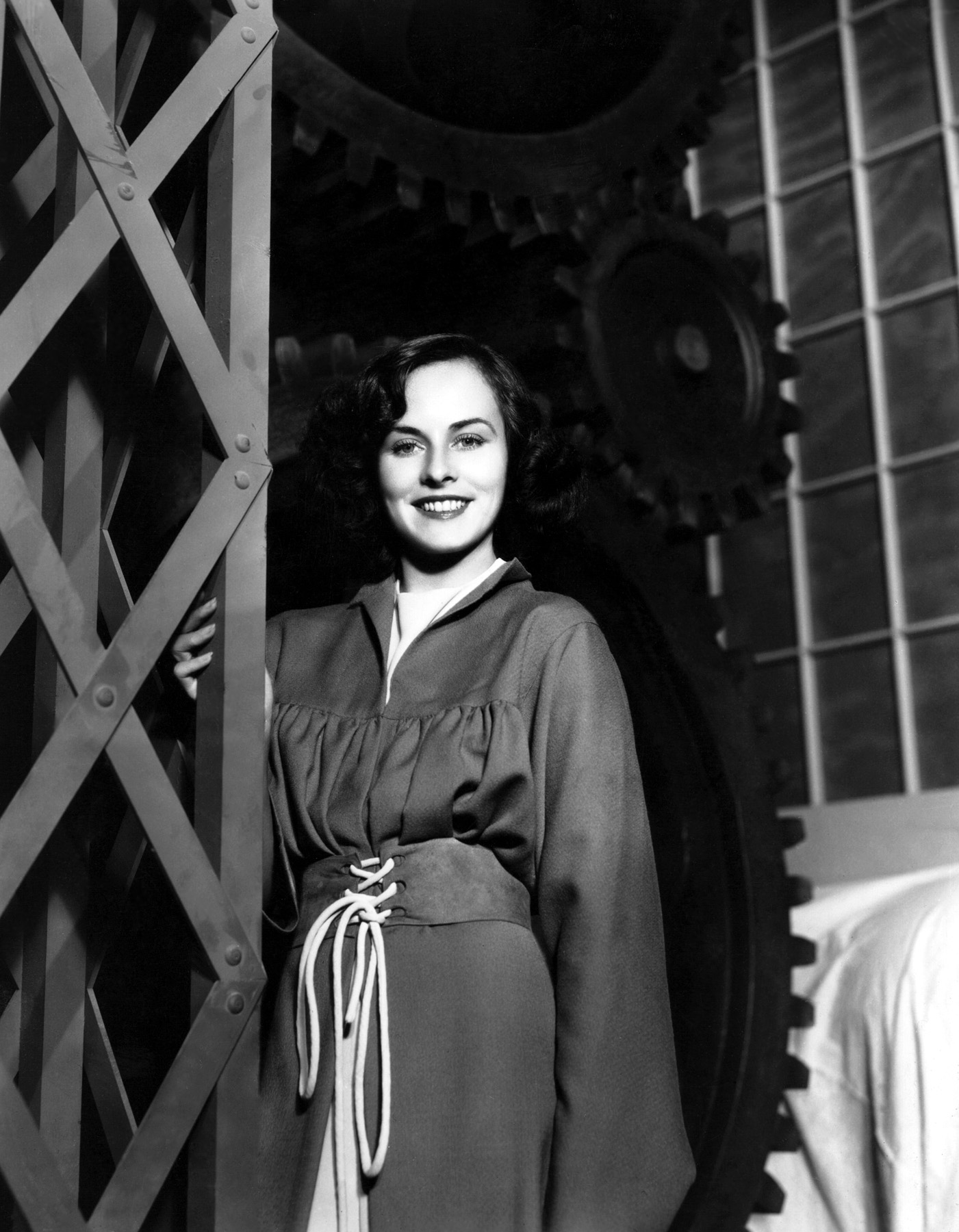
Paulette Goddard en 1936.

- Charlie Chaplin (VF : Roger Carel) : le barbier juif / Adenoïd Hynkel, dictateur de la Tomainia
- Paulette Goddard (VF : Ginette Pigeon) : Hannah
- Jack Oakie (VF : Jean-Louis Maury) : Benzino Napoleoni[a], dictateur de la Bacteria
- Reginald Gardiner (VF : Raymond Gérôme) : le commandant Schultz
- Henry Daniell (VF : Bernard Dhéran) : Garbitsch[f]
- Billy Gilbert (VF : William Sabatier) : le maréchal Bismarck Herring[g], « le hareng »
- Grace Hayle : Mme Napoleoni
- Carter DeHaven : l'ambassadeur de la Bacteria
- Maurice Moscovitch (VF : Jean Martinelli) : M. Jaeckel
- Emma Dunn (VF : Lita Recio) : Mme Jaeckel
- Bernard Gorcey (VF : Philippe Dumat) : M. Mann
- Paul Weigel (VF : Pierre Leproux) : M. Agar
- Chester Conklin : un client du barbier
- Esther Michelson : une femme juive
- Hank Mann (VF : Roger Crouzet) : un soldat des troupes de choc saisissant les tomates
- Wheeler Dryden (VF : Jacques Ciron) : Heinrich Schtick, le traducteur des discours d'Hynkel
- Robert O. Davis : le commandant tomainien en Österlich

et, parmi les acteurs non crédités :
- Joe Bordeaux : un habitant du ghetto juif
- Gino Corrado : le sculpteur
- John Davidson (VF : Jacques Thébault) : le directeur de l'hôpital psychiatrique
- Nellie V. Nichols : une femme juive
- Lucien Prival : l'officier tomainien des troupes de choc
- Gaspard Zaccaron : un habitant du ghetto

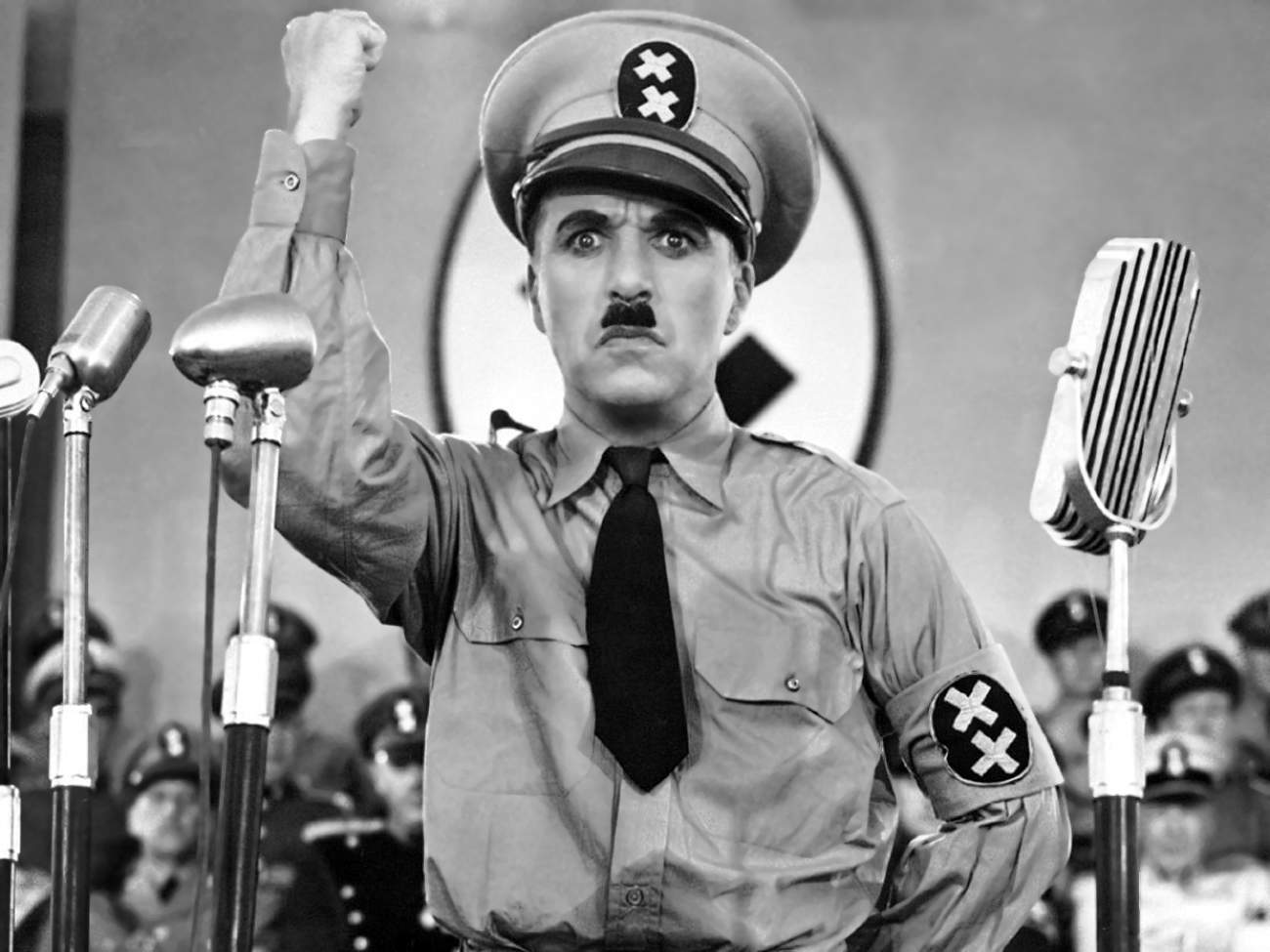
Le dictateur Hynkel au cours de son premier discours radiophonique.
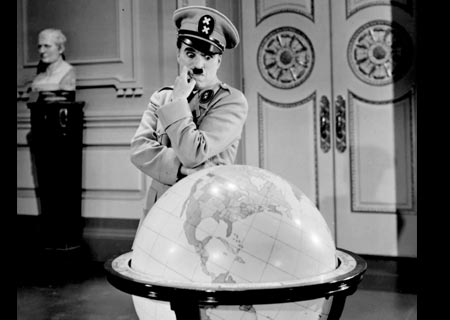
Le dictateur de Tomainia, Adenoïd Hynkel, en contemplation devant un globe terrestre.
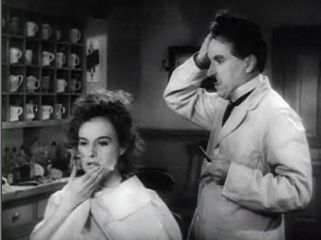
Le barbier rasant par erreur Hannah.
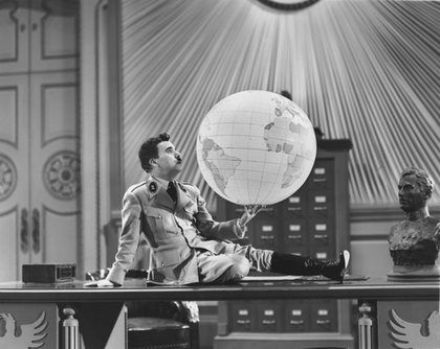
La scène où Hynkel joue avec le globe terrestre.
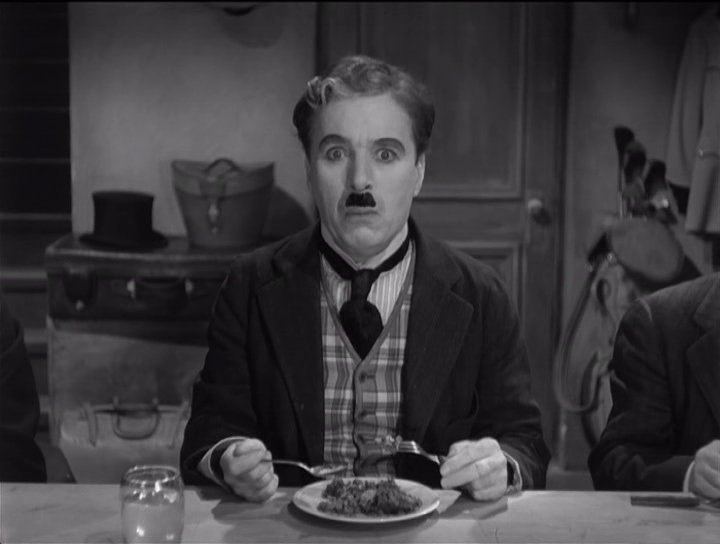
Le barbier juif au moment où doit être choisi l'auteur de l'attentat contre Hynkel.
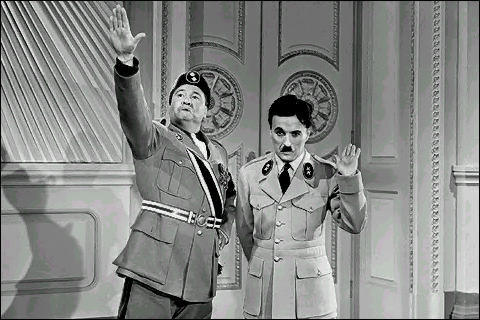
Le dictateur de Bactérie (Bacteria en VO), Benzino Napoleoni (caricature de Benito Mussolini), faisant des saluts fascistes avec Hynkel.
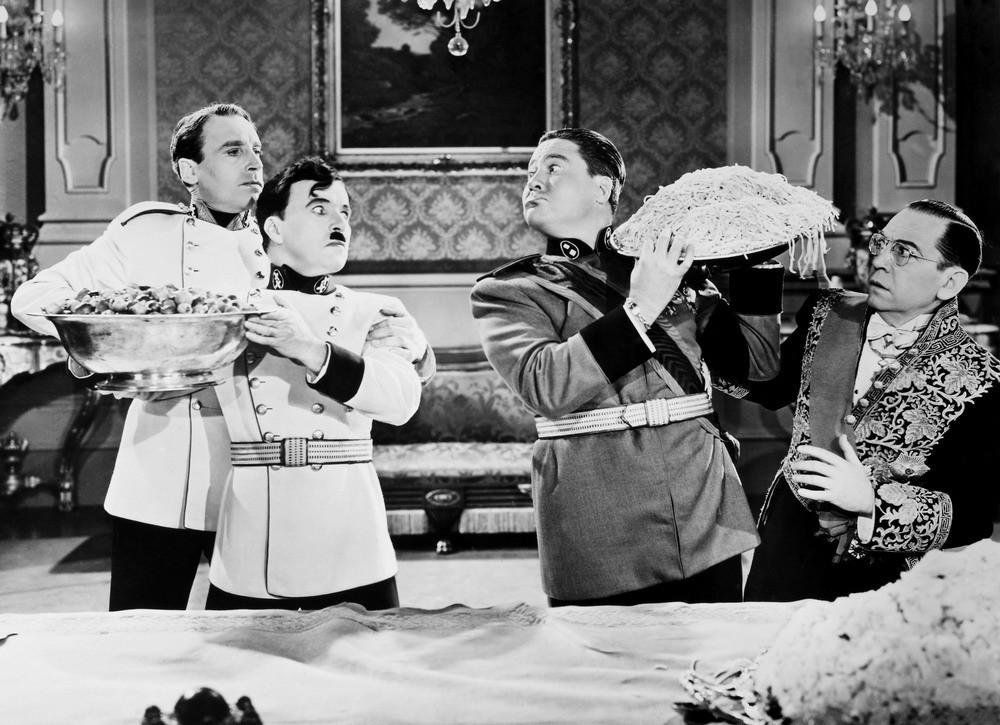
Hynkel et Napoleoni se querellant avec des plats.
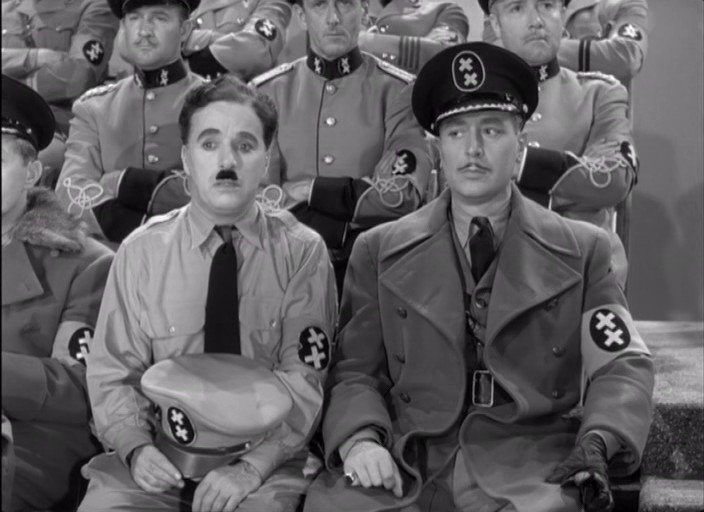
Le barbier (déguisé en Hynkel) sur le site où le dictateur doit faire un discours.

## Production

### Tournage
Le tournage du film débute le 9 septembre 1939, soit huit jours après l'invasion de la Pologne par l'Allemagne le 1er septembre et six jours après la déclaration de guerre du Royaume-Uni et de la France à l'Allemagne le 3 septembre.

#### Style

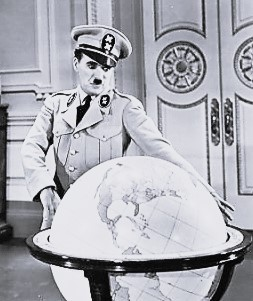
Image tirée du film où Hynkel (Chaplin) joue avec un globe terrestre.

Mis à part à la fin du film, Le Dictateur présente une satire comique composée de situations burlesques, notamment les scènes où le dictateur Hynkel joue avec un globe terrestre gonflable ou lorsque, avec son homologue de Bacteria, les deux dictateurs rivalisent sur la hauteur de leurs sièges respectifs.
Lors de ses discours, le dictateur Hynkel s'exprime en anglais mais aussi dans une langue peu compréhensible et très agressive, qui rappelle le ton sur lequel Adolf Hitler prononçait ses discours en allemand. On reconnaît d'ailleurs quelques mots similaires, comme Blitzkrieg, freesprachen (pour « liberté d'expression » ; ce terme en fait ne veut rien dire, mais littéralement il signifie « libre parler »), beltn (proche de l'anglais belt, pour ceinture) ou « in der Welt » (dans le monde), ou encore mit den Juden (avec les Juifs). D'autres noms n'ont aucun rapport avec le sujet comme Wienerschnitzel qui signifie littéralement « escalope viennoise ».
À l'issue de son premier discours, Hynkel quitte les lieux en voiture aux côtés de son fidèle Garbitsch. Le cortège passe devant deux sculptures détournées, saluant Hynkel, qu'on reconnaît comme étant, dans l'ordre d'apparition, la Vénus de Milo et Le Penseur d'Auguste Rodin.

#### Le discours final

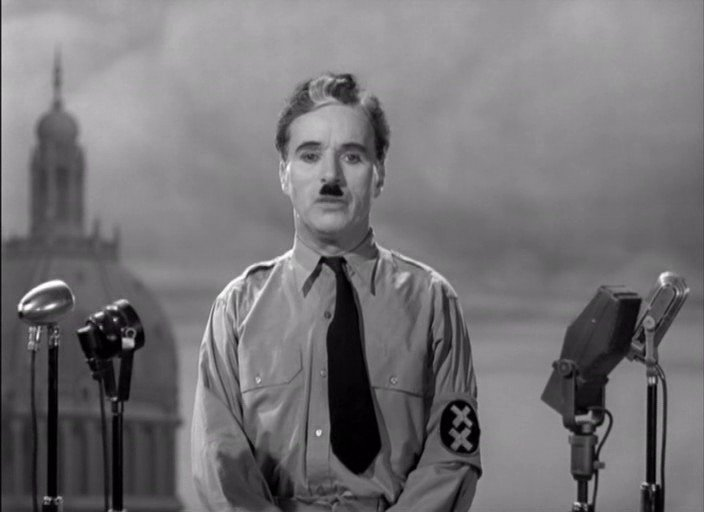
La scène finale du film où le barbier, ayant l'apparence d'Hynkel, fait son discours radiophonique au peuple de Tomainia.

Dans son discours final,, le barbier (Charlie Chaplin), sous l’apparence d'Hynkel adopte un ton radicalement différent du reste du film (l'essentiel étant une suite de gags visuels) pour une séquence véritablement sérieuse et porteuse d'un message politique profond. Apparaissant en plan fixe pendant un temps exceptionnellement long (plus de six minutes), Chaplin s'adresse directement au spectateur, le personnage du barbier laissant la place à Charles Chaplin lui-même. Extrêmement puissante, cette scène pleine de courage et de lucidité montre un véritable acte politique engagé de la part de Chaplin.

Un passage de ce discours fait référence à la Bible : 

« Dans le 17e chapitre de saint Luc, il est écrit : "le Royaume de Dieu est dans l'homme" — pas un seul homme ni un groupe d'hommes, mais en tous les hommes ! (...) »

C'est une référence à l'évangile de Luc, chapitre 17 :

« 20 Les pharisiens demandèrent à Jésus quand viendrait le royaume de Dieu. Il leur répondit : Le royaume de Dieu ne vient pas de manière à frapper les regards.
21 On ne dira point : Il est ici, ou : Il est là. Car voici, le royaume de Dieu est au milieu de vous. »

— Luc 17 : 20, 21
Avec cette séquence, Chaplin a pu dans ce film se surpasser dans la satire burlesque et signer une œuvre d'une rare intelligence et d'une réelle audace, un « véritable témoignage d'amour pour l'homme et la liberté [en même temps] qu'un pamphlet exemplaire contre toute forme de fascisme »,.

#### Références au nazisme

Symbole de la double croix, utilisée dans le film, rappelant la croix gammée nazie.

### Dans le reste du monde

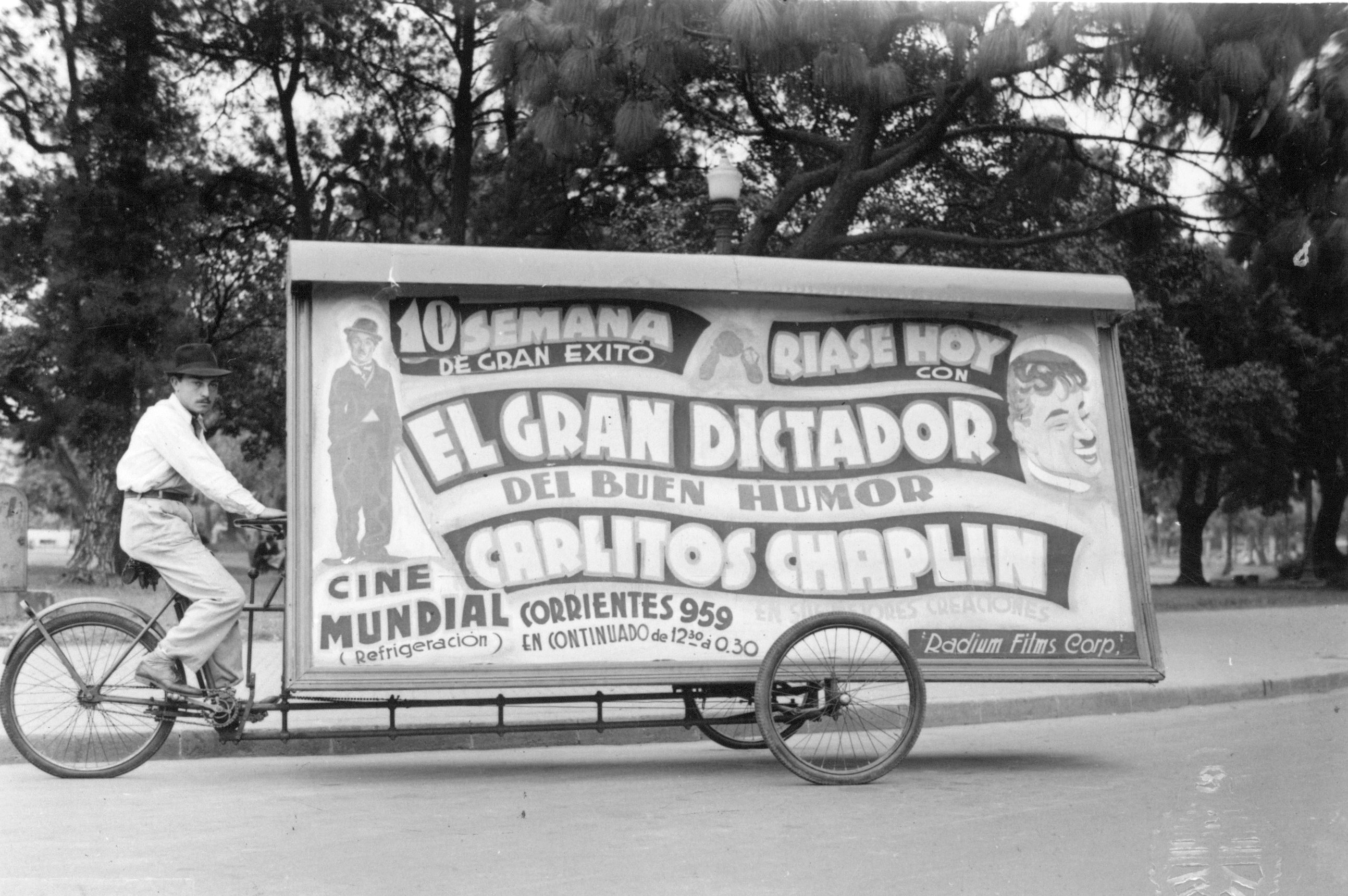
Publicité à vélo du film, arborant son affiche avec le titre en espagnol, El gran dictador, à Buenos Aires (Argentine) en 1941.